# Марија Омаљев Грбић
Марија Омаљев Грбић (Нови Сад, 5. децембар 1982) хрватска је глумица.

## Биографија
Марија је рођена у Новом Саду, 5. децембра 1982. године. Са 11 година се с родитељима преселила у Ровињ, где је завршила основну и средњу школу. Студирала је новинарство на Хрватским студијима у Загребу. После одлази у Сарајево на Академију сценских уметности, где студира глуму. Године 2008. се удала за босанског глумца Мираја Грбића. Глуми у серијама и филмовима.

## Филмографија

### Серије
- Печат као Сања (2008)
- Закон љубави као Уна Перковић (2008)
- Брачне воде као Сунчана (2008)
- Врата до врата као Нина (2009)
- Крв није вода као Сунчица (2009)
- Заувек млад као Ива (2009)
- Долина сунца као Наташа Север-Витезовић (2009—2010)
- Кућни љубимци (ТВ серија) као Жаклина (2010)
- Луд, збуњен, нормалан као Барбара Фазлиновић (2010—2011)
- Ружа вјетрова као Мила Висковић (2011—2012)

### Филмови
- Beyonced Mercy (2007)
- Та твоја рука мала (2008)
- Jenny te voli (2009)
- Kino city (2010)
- Body complete (2011)
- Халимин пут као Конобарица (2012)